# Philip Reeve
Philip Reeve (ur. 28 lutego 1966 w Brighton) – brytyjski pisarz i ilustrator.

## Życiorys
Zanim został ilustratorem, pracował przez kilka lat w księgarni. Jest autorem ilustracji w wielu książkach, m.in. Strrraszna historia, Monstrrrualna erudycja oraz Sławy z krypty. Sam także napisał wiele książek, m.in. cyklu o Busterze Baylissie – serię książek dla młodych czytelników oraz serię Żywe maszyny dla starszych czytelników, która szybko stała się bestsellerem.
Reeve obecnie mieszka w Dartmoor w Anglii.

### Seria Buster Bayliss
- Night of the Living Veg (2002), polskie wydanie pt. Inwazja krwiożerczych warzyw (2003)
- The Big Freeze (2002)
- Day of the Hamster (2002)
- Custardfinger (2003)

### Żywe maszyny
- Mortal Engines (2001)
- Predator's Gold (2003)
- Infernal Devices (2005)
- A Darkling Plain (2006)

### Seria Larklight
- Larklight (2006)
- Starcross (2007)
- Mothstorm (2008 - nie wydana w Polsce)

### Inne
- Urgum the Axeman (2006) (autorstwa Kjartana Poskitta, Reeve był ilustratorem)
- Here Lies Arthur (2007)